# Pierre Villiers
Pour les articles homonymes, voir Villiers.
Pierre Antoine Jean-Baptiste Villiers, né à Villeneuve-la-Guyard le 16 mars 1760 et mort à Neuilly-sur-Seine le 21 juillet 1849, est un littérateur français.

## Biographie
Capitaine de dragons, auteur de comédies, de drames et de pièces de vers, il édite également des journaux : Les Rapsodistes au salon, ou les Tableaux en vaudevilles (1795-1796), où il fait la critique du Salon, Rapsodies du jour, ou Séances des deux conseils en vaudevilles (1796-1800), Le Chant du coq, ou le Nouveau Réveil du peuple, Le Chiffonnier, ou le Panier aux épigrammes (qui fait suite aux Rapsodies), La Lyre d'Anacréon (1810-1811) et La Macédoine à la Rumfort, journal de littérature et de bienfaisance.
En 1790, selon son propre témoignage, paru dans les Souvenirs d'un déporté, recueil d'anecdotes publié en 1802, il sert, pendant sept mois, de secrétaire à Maximilien de Robespierre, alors installé rue de Saintonge, dans le Marais, recopiant plusieurs de ses discours et réglant ses dépenses, voire cohabite avec lui, si l'on en croit les Mémoires de Charlotte de Robespierre.
Royaliste, il est blessé le 10 août 1792 en défendant le palais des Tuileries. De même, à la suite du coup d'État du 18 fructidor an V, il est condamné à la déportation, mais il échappe à la proscription.
Reparaissant en public après le coup d'État du 18 brumaire, il se consacre aux travaux littéraires.

## Œuvres
- Quelques idées sur l'éducation publique, 1795
- Discours prononcé par le citoyen Villiers, capitaine au troisième régiment de dragons et rapporteur du quatrième conseil militaire, séant au Palais de justice, établi pour juger le chef des Chouans, Cormatin et co-accusés, à la séance publique du 21 frimaire, an quatrième de la République française, 1795
- Portefeuille d'un chouan (avec F.-M. Mayeur de Saint-Paul), 1796
- L'Ombre de Malesherbes à Isnard, Cadroi et Durand-Maillane, 1796
- La Constitution en vaudeville, œuvre posthume d'un homme qui n'est pas mort, publiée par lui-même, et dédiée à Madame Buonaparte, 1799
- Souvenirs d'un déporté : pour sevir aux historiens, aus romanciers, aux compilateurs d'ana, aux folliculaires, aux journalistes, aux feseurs de tragédies, des comédies, de vaudevilles, de drames, de mélodrames et de pantomimes dialoguées, 1802
- Manuel du voyageur à Paris, ou Paris ancien et moderne, contenant la description historique et géographique de cette capitale, de ses monuments, palais, édifices publics, jardins, spectacles, etc., de tout ce qui peut intéresser les étrangers ; suivie de la liste des banquiers, 1802 (nombreuses rééditions)
- Petites rapsodies, 1804
- Les Braves anciens et modernes, galerie comparée des maréchaux d'Empire et de quelques maréchaux de France, connétables et grands capitaines des derniers siècles de la monarchie française, 1806
- Scène lyrique en l'honneur de leurs Majestés impériales et royales, et du roi de Rome, 1811
- Le Rodeur, ou Choix historique, dramatique, anecdotique, critique et pas du tout politique d'odes, de chansons, de couplets, de bons mots, 1814
- La France militaire, ou Abrégé de l'histoire de la monarchie française, à l'usage des militaires, 1824, 2 vol.
- Douze Fables dédiées à Mgr le duc de Montpensier, 1829
- Les Deux Philippe, le premier apôtre et le premier roi des Français, 1er mai 1835
- Minerve, l'aiglon et le hibou, fable, 1er janvier 1836
- L'Enfant à baptiser. Au Roi, 1er mai 1836
- Le Hibou et la pie, allégorie à S.A.R. le duc de Montpensier, 1er janvier 1837
- Au Roi, 1837
- La Richesse, la volupté, la vertu, la santé. Allégorie. À S.A.R. Mme duchesse Hélène d'Orléans, 1er janvier 1839
- Épître à la mort, 1842
- Le Religieux de l'abbaye de la Trappe, soliloque, 1842

### Théâtre
- Cange ou le Commissionnaire bienfaisant, trait historique en un acte (avec Armand Gouffé), 1793
- Les Dragons français et les Hussards prussiens, petite pièce en 1 acte, en prose, mêlée de couplets, 1794
- 1 et 1 font II, vaudeville épisodique en 1 acte, avec Hector Chaussier, musique arrangée par Jean-Jacques Dreuilh, Théâtre de la Gaîté, 9 Thermidor an II (27 juillet 1794)
- Les Bustes, ou Arlequin sculpteur, comédie en 1 acte et en prose (avec Armand Gouffé), 1794 (Variétés, 17 ventôse an III)
- Bébée et Jargon, rapsodie en 1 acte, mêlée de couplets, imitée de l'opéra Médée, 1797 (Théâtre Montansier, Palais-Royal, 28 mars 1797
- Forioso à Bourges, ou l'Amant funambule, comédie-vaudeville en un acte, 1800
- La Guinguette, ou Réjouissances pour la paix, comédie en 1 acte, en vaudevilles (avec P.G.A. Bonel), 1801 (théâtre Montansier-Variétés, 29 pluviôse an IX)
- Bizarre, ou C'n'est pas l'Pérou, bizarrerie en 1 acte (avec Bonel et Claude-Jean Bédéno fils), 1802 (Théâtre de la Gaîté, 1802)
- Ardres sauvée, ou les Rambures, mélodrame héroïque et historique en 3 actes, à spectacle, 1803 (en collaboration avec J.-G.-A. Cuvelier), (la Gaîté, 23 pluviôse an XI)
- Le Charivari de Charonne, tintamare en 1 acte, imité du Désastre de Lisbonne (avec H. Pessey), 1804 (la Gaîté, 14 frimaire an XIII)
- Les Cosaques, ou le Jeune Dodiski mélodrame historique en trois actes et en prose, 1805 (la Gaîté, 13 vendémiaire an XIV)
- Félime et Tangut, ou le Pied de nez, mélodrame-féerie en 3 actes (avec H. Pessey), 1805 (la Gaîté, 14 mai 1805)
- Le Jeune d'Aubigné, ou la Nuit de la St-Barthélémy, drame historique en 3 actes, en prose, 1805
- Le Médecin turc, opéra bouffon en 1 acte (avec Armand-Gouffé), 1803 (Opéra-comique, 27 brumaire an XII)
- Le Bouffe et le Tailleur, opéra-bouffon en 1 acte (avec Armand Gouffé), 1804 (théâtre Montansier, 21 juin 1804)
- La Forteresse de Cotatis ou Zelaïde et Pharès, mélodrame en trois actes, 1805 (la Gaîté, prairial an XIII)
- Rodomont, ou le Petit Don Quichotte, mélodrame héroï-comique, en 3 actes (avec Braziers fils et Armand Gouffé), 1807 (la Gaîté, 7 mars 1807)
- La Femme impromptu, opéra bouffon en un acte en prose, 1808
- Le Valet sans maître, ou la Comédie sans dénouement, bluette en moins d'un acte, en prose, mêlée de couplets (avec Armand Gouffé), 1810 (Variétés, 28 juillet 1810)
- L'Auberge allemande, prologue en vaudevilles de L'Enfant et le grenadier, Salle des Jeux gymniques, 20 octobre 1810)
- L'Enfant et le Grenadier, fait et tableaux historiques en 2 actions et à grand spectacle, 1810 (Salle des Jeux gymniques, 20 octobre 1810)
- La Petite Nichon ou la Petite Paysanne de la Moselle, petits tableaux en une petite action et un petit prologue avec Jean Cuvelier, Théâtre de la Porte-Saint-Martin, 23 novembre 1811
- L'Enfant et la Poupée, ou le Masque d'airain, tableaux en une action précédée d'un prologue en prose, Salle des Jeux gymniques, 27 février 1812
- M. Beldam, ou la Femme sans le vouloir, comédie en 1 acte (avec Armand Gouffé), 1817 (Variétés, 25 septembre 1816)
- Le Maréchal de Lowendal, ou la Prise de Berg-op-Zoom en 1747, fait historique en 1 acte, 1818 (Cirque olympique des frères Franconi, 25 avril 1818)
- La Ferme des carrières, fait historique (avec H. Franconi), 1818 (Cirque olympique des frères Franconi, 25 novembre 1818)
- Catherine de Steinberg, ou le Déjeuner du duc d'Albe, mimo-mélodrame en 1 acte, 1819 (Cirque olympique des frères Franconi, 3 novembre 1819)
- Poniatowski, ou le Passage de l'Elster, mimo-drame militaire en 3 actes (avec Franconi jeune), 1819 (Cirque olympique, 11 décembre 1819)
- Ugolin, ou la Tour de la faim, mimodrame en 3 actes (avec Caigniez), 1820 (Cirque olympique, 14 décembre 1820)
- Rosalba d'Arandês, pièce en 3 actes, à grand spectacle (avec Caigniez), 1821 (théâtre du Panorama dramatique, 23 novembre 1821)
- Le Passage des Thermopyles, mi-modrame en 2 actes, 1822 (théâtre du Cirque olympique, 26 décembre 1822)
- Le Pied de nez, ou Félime et Tangut, vaudeville féerie en 6 actes (avec Désaugiers), 1824 (théâtre du Vaudeville, 5 avril 1824)

## Distinctions
- Chevalier de la Légion d'honneur (décret du 25 avril 1821)[5]
- Chevalier de l'Ordre de Saint-Louis le 18 août 1822[4].

## Sources
- Joseph-Marie Quérard, Félix Bourquelot, Charles Louandre, Louis-Ferdinand-Alfred Maury, La littérature française contemporaine. XIXe siècle : Le tout accompagné de notes biographiques et littéraires, Paris, Daguin frères, 1857, tome VI, p. 570
- François Xavier de Feller, Charles Weiss, Claude Ignace Busson, Biographie universelle ou Dictionnaire historique des hommes qui se sont fait un nom par leur génie, leurs talents, leurs vertus, leurs erreurs ou leurs crimes, Paris, J. Leroux, Jouby et Ce, Libraires, 1850, tome VIII, p. 147
- Ernest Hamel, Histoire de Robespierre d'après des papiers de famille, les sources originales et des documents entièrement inédits: d'après des papiers de famille, les sources originales et des documents entièrement inédits, Paris, Librairie internationale, 1865, tome 1, p. 180-182